# Галактионов, Никита Георгиевич
Ники́та Гео́ргиевич Галактио́нов (род. 25 августа 1995 года, Москва) — российский пианист.

## Биография
Заниматься музыкой начал в четыре года. В 6 лет поступил в Центральную музыкальную школу при Московской государственной консерватории имени П. И. Чайковского к доценту А. Я. Рябову. В последних классах стал учеником профессора Московской консерватории, народного артиста РФ, лауреата Международного конкурса имени П. И. Чайковского Севидова Аркадия Гавриловича. Высшее образование получил в Государственной Классической Академии имени Маймонида, продолжая частным образом заниматься с Севидовым.
В восемь лет дебютировал на сцене Светлановского зала Московского международного дома музыки. В сопровождении Национального филармонического оркестра России исполнил 8-й концерт для фортепиано с оркестром Вольфганга Амадея Моцарта.
После победы в 2009 году на 11-м Международном музыкальном конкурсе «Ueterpe», проходящем в итальянской коммуне Корато, принципиально не принимает участия в каких-либо конкурсах.
Создатель и исполнитель первого в России клипа на классическое музыкальное произведение — «Грёзы Любви» Ференца Листа. Вместе с ним снимались актриса Мария Козакова и Аркадий Севидов.
В 2015 записал свой первый диск «The best». В этом же году состоялся его дебют в Carnegie-hall, где в качестве приглашённого гостя он принял участие в фестивале AFAF (American Fine Arts Festival). Здесь за «исключительное мастерство» ему были вручены три «Certificate of Excellence».
С тех пор каждый сезон играет сольные концерты в Carnegie-Hall.
В качестве солиста выступал в Большом театре, Представительстве РФ при ЮНЕСКО в Париже, Большом зале Московской консерватории, Георгиевском зале Кремля, Резиденции Посла и Посольстве РФ в Вашингтоне, Концертном зале имени П. И. Чайковского, Генеральном консульстве РФ в Нью-Йорке, Московском международном доме музыки, а также в Пекине, Риме, Вильнюсе, Милане, Таллинне, Праге, Вашингтоне, Париже, Нью-Йорке, университете им.Кэмбелла в Северной Каролине, на Clayton Piano Festival и в городах России.
С 2018 года даёт мастер-классы в Нью-Йорке.
С 2018 года сотрудничает с Legato Arts — концертным агентством в Нью-Йорке.
Его неоднократно интервьюировали ТВ «Россия» и CNN, а также Владимир Молчанов (Радио "Орфей"), «Музыкальная жизнь», Forum-Daily, PT, Sputnik, ТАСС, РИА "Новости". В 2021 году, во время своих гастролей в Америке, дал интервью для канала RTVI в программе "Дежурный по Нью-Йорку" (выпуск от 25 октября 2021).
Возглавляет "Концертное агентство Рэя".